# Северноаустралијска торбарска мачка
Северноаустралијска торбарска мачка, северна квола или њанмак (Dasyurus hallucatus) је врста сисара торбара из реда Dasyuromorphia. 

## Распрострањење
Ареал врсте је ограничен на Аустралију, која је једино познато природно станиште врсте. Постоји неколико одвојених популација, од Западне Аустралије преко Северне Територије до југоистока Квинсленда, које су у прошлости пре смањења ареала врсте биле повезане. Северна квола је најбројнија у каменитим областима и отвореним шумама еукалиптуса.

## Станиште
Станишта врсте су шуме и саване. По висини је распрострањена до 1.300 метара надморске висине. 

## Исхрана
Претежно се храни бескичмењацима, али и меснатим плодовима као што су смокве и многим кичмењацима укључујући сисаре, птице, гуштере, змије и жабе. Такође се храни отпацима које налази око логоришта и у кантама за ђубре, као и животињама згаженим на путу.

## Угроженост
Ова врста се сматра угроженом.